# A 2002. évi téli olimpia magyarországi résztvevőinek listája
A 2002. évi téli olimpiai játékokon a magyar csapat tagjaként 14 férfi és 11 női sportoló vett részt. Az olimpia műsorán szereplő tizennégy sportág ill. szakág közül hétben indult magyar versenyző. A magyarországi résztvevők száma az egyes sportágakban ill. szakágakban a következő (zárójelben a magyar indulókkal rendezett versenyszámok száma, kiemelve az egyes oszlopokban előforduló legmagasabb érték, vagy értékek):
| Sportág, szakág                | Helyezések száma | Helyezések száma | Helyezések száma | Helyezések száma | Helyezések száma | Helyezések száma | Olimpiai pont | Magyar résztvevő | Magyar résztvevő | Magyar résztvevő |
| Sportág, szakág                | 1.               | 2.               | 3.               | 4.               | 5.               | 6.               | Olimpiai pont | Férfi            | Nő               | Össz.            |
| Alpesisí (5)                   | 0                | 0                | 0                | 0                | 0                | 0                | 0             | 1                | 1                | 2                |
| Biatlon (4)                    | 0                | 0                | 0                | 0                | 0                | 0                | 0             | 1                | 2                | 3                |
| Bob (2)                        | 0                | 0                | 0                | 0                | 0                | 0                | 0             | 5                | 2                | 7                |
| Gyorskorcsolya (6)             | 0                | 0                | 0                | 0                | 0                | 0                | 0             | 1                | 1                | 2                |
| Műkorcsolya (2)                | 0                | 0                | 0                | 0                | 0                | 0                | 0             | 1                | 1                | 2                |
| Rövidpályás gyorskorcsolya (6) | 0                | 0                | 0                | 0                | 0                | 0                | 0             | 3                | 3                | 6                |
| Sífutás (5)                    | 0                | 0                | 0                | 0                | 0                | 0                | 0             | 3                | 1                | 4                |
|                                |                  |                  |                  |                  |                  |                  |               |                  |                  |                  |
| Összesen                       | 0                | 0                | 0                | 0                | 0                | 0                | 0             | 14               | 11               | 25               |

## ABC-rendi bontás
A következő táblázat ABC-rendben sorolja fel azokat a magyarországi sportolókat, akik az olimpián részt vettek. Lásd még: sportágankénti ill. szakágankénti bontás.
| Ábécé szerinti tartalomjegyzék                                                                           |
| --- |
| A, Á B C Cs D Dz Dzs E, É F G Gy H I, Í J K L Ly M N Ny O, Ó Ö, Ő P Q R S Sz T Ty U, Ú Ü, Ű V W X Y Z Zs |

| Sportoló | Sportág, szakág | Versenyszám | Helyezés (elért eredmény) |

## B
| Baló Zsolt       | gyorskorcsolya | férfi 500 m                | 31. hely (72,93)                  |
| Baló Zsolt       | gyorskorcsolya | férfi 1000 m               | 31. hely (1:10,57)                |
| Baló Zsolt       | gyorskorcsolya | férfi 1500 m               | 30. hely (1:48,27)                |
| Bekecs Zsuzsanna | biatlon        | női 7,5 km sprint          | 67. hely (25:42,1 – 1 lövőhiba)   |
| Bekecs Zsuzsanna | biatlon        | női 15 km egyéni indításos | 65. hely (1:00:40,7 – 5 lövőhiba) |

## E
| Egyed Krisztina | gyorskorcsolya | női 500 m  | 27. hely (79,28)   |
| Egyed Krisztina | gyorskorcsolya | női 1000 m | 24. hely (1:17,11) |
| Egyed Krisztina | gyorskorcsolya | női 1500 m | 23. hely (1:59,86) |

## F
| Farkas Éva      | rövidpályás gyorskorcsolya | női 1500 m   | 25. hely (2:42,172) |
| Frankl Nicholas | bob                        | férfi négyes | 23. hely (3:14,55)  |

## G
| Gottschall Zsófia | sífutás | női sprint                    | 54. hely (3:42,98) |
| Gottschall Zsófia | sífutás | női 5 + 5 km-es üldözőverseny | 70. hely (17:36,6) |

## Gy
| Gyulai Márton | bob | férfi négyes | 23. hely (3:14,55) |

## H
| Holló Mátyás | sífutás | férfi sprint                      | 59. hely (3:15,11) |
| Holló Mátyás | sífutás | férfi 10 + 10 km-es üldözőverseny | 75. hely (33:15,1) |

## K
| Knoch Balázs | rövidpályás gyorskorcsolya | férfi 500 m  | 18. hely (42,533)   |
| Knoch Balázs | rövidpályás gyorskorcsolya | férfi 1000 m | 20. hely (1:31,061) |
| Knoch Balázs | rövidpályás gyorskorcsolya | férfi 1500 m | 24. hely (2:40,617) |
| Kürti Éva    | bob                        | női kettes   | 13. hely (1:39,91)  |

## L
| Lajtos Szandra | rövidpályás gyorskorcsolya | női 500 m  | 28. hely (48,488)   |
| Lajtos Szandra | rövidpályás gyorskorcsolya | női 1000 m | 19. hely (1:40,688) |

## N
| Nagy Marianna | rövidpályás gyorskorcsolya | női 500 m  | 26. hely (46,980)   |
| Nagy Marianna | rövidpályás gyorskorcsolya | női 1000 m | 25. hely (1:39,648) |
| Nagy Marianna | rövidpályás gyorskorcsolya | női 1500 m | 23. hely (2:39,615) |

## P
| Pallai Péter    | bob | férfi négyes | 23. hely (3:14,55) |
| Pintér Bertalan | bob | férfi négyes | 23. hely (3:14,55) |

## S
| Sebestyén Júlia | műkorcsolya | női egyéni | 8. hely (11,0)     |
| Strehli lldikó  | bob         | női kettes | 13. hely (1:39,91) |

## Sz
| Szabó Krisztián | rövidpályás gyorskorcsolya | férfi 500 m                | 23. hely (44,143)               |
| Szántó Kornél   | rövidpályás gyorskorcsolya | férfi 1000 m               | 21. hely (1:31,391)             |
| Szántó Kornél   | rövidpályás gyorskorcsolya | férfi 1500 m               | 23. hely (2:27,467)             |
| Szöllősi Ivett  | biatlon                    | női 7,5 km sprint          | 71. hely (27:17,6 – 4 lövőhiba) |
| Szöllősi Ivett  | biatlon                    | női 15 km egyéni indításos | 58. hely (56:34,8 – 1 lövőhiba) |

## T
| Tagscherer Imre   | biatlon     | férfi 10 km sprint                | 75. hely (29:08,6 – 3 lövőhiba) |
| Tagscherer Imre   | biatlon     | férfi 20 km egyéni indításos      | 70. hely (59:51,8 – 3 lövőhiba) |
| Tagscherer Imre   | sífutás     | férfi sprint                      | 48. hely (3:05,98)              |
| Tagscherer Imre   | sífutás     | férfi 10 + 10 km-es üldözőverseny | 74. hely (33:10,6)              |
| Tagscherer Zoltán | sífutás     | férfi sprint                      | 39. hely (3:01,90)              |
| Tagscherer Zoltán | sífutás     | férfi 30 km                       | 66. hely (1:30:50,1)            |
| Tóth Zoltán       | műkorcsolya | férfi egyéni                      | 25. hely (12,5)                 |

## V
| Vastagh Regős Márta | alpesisí | női műlesiklás               | nem ért célba      |
| Vastagh Regős Márta | alpesisí | női óriás-műlesiklás         | 44. hely (2:52,50) |
| Vincze Péter        | alpesisí | férfi műlesiklás             | 33. hely (2:15,57) |
| Vincze Péter        | alpesisí | férfi óriás-műlesiklás       | 56. hely (2:46,73) |
| Vincze Péter        | alpesisí | férfi szuperóriás-műlesiklás | 34. hely (1:50,40) |

## Zs
| Zsombor Zsolt | bob | férfi négyes | 23. hely (3:14,55) |

## Sportágankénti ill. szakágankénti bontás
A következő táblázat sportáganként sorolja fel azokat a magyarországi sportolókat, akik az olimpián részt vettek. Lásd még: ABC-rendi bontás.
| Alpesisí | Biatlon | Bob | Gyorskorcsolya | Műkorcsolya | Rövidpályás gyorskorcsolya | Sífutás |

| Versenyszám | Sportoló | Helyezés (elért eredmény) |

## Alpesisí
| férfi műlesiklás             | Vincze Péter        | 33. hely (2:15,57) |
| férfi óriás-műlesiklás       | Vincze Péter        | 56. hely (2:46,73) |
| férfi szuperóriás-műlesiklás | Vincze Péter        | 34. hely (1:50,40) |
| női műlesiklás               | Vastagh Regős Márta | nem ért célba      |
| női óriás-műlesiklás         | Vastagh Regős Márta | 44. hely (2:52,50) |

## Biatlon
| férfi 10 km sprint           | Tagscherer Imre  | 75. hely (29:08,6 – 3 lövőhiba)   |
| férfi 20 km egyéni indításos | Tagscherer Imre  | 70. hely (59:51,8 – 3 lövőhiba)   |
| női 7,5 km sprint            | Bekecs Zsuzsanna | 67. hely (25:42,1 – 1 lövőhiba)   |
| női 7,5 km sprint            | Szöllősi Ivett   | 71. hely (27:17,6 – 4 lövőhiba)   |
| női 15 km egyéni indításos   | Bekecs Zsuzsanna | 65. hely (1:00:40,7 – 5 lövőhiba) |
| női 15 km egyéni indításos   | Szöllősi Ivett   | 58. hely (56:34,8 – 1 lövőhiba)   |

## Bob
| férfi négyes | Frankl Nicholas | 23. hely (3:14,55) |
| férfi négyes | Gyulai Márton   | 23. hely (3:14,55) |
| férfi négyes | Pallai Péter    | 23. hely (3:14,55) |
| férfi négyes | Pintér Bertalan | 23. hely (3:14,55) |
| férfi négyes | Zsombor Zsolt   | 23. hely (3:14,55) |
| női kettes   | Kürti Éva       | 13. hely (1:39,91) |
| női kettes   | Strehli lldikó  | 13. hely (1:39,91) |

## Gyorskorcsolya
| férfi 500 m  | Baló Zsolt      | 31. hely (72,93)   |
| férfi 1000 m | Baló Zsolt      | 31. hely (1:10,57) |
| férfi 1500 m | Baló Zsolt      | 30. hely (1:48,27) |
| női 500 m    | Egyed Krisztina | 27. hely (79,28)   |
| női 1000 m   | Egyed Krisztina | 24. hely (1:17,11) |
| női 1500 m   | Egyed Krisztina | 23. hely (1:59,86) |

## Műkorcsolya
| férfi egyéni | Tóth Zoltán     | 25. hely (12,5) |
| női egyéni   | Sebestyén Júlia | 8. hely (11,0)  |

## Rövidpályás gyorskorcsolya
| férfi 500 m  | Knoch Balázs    | 18. hely (42,533)   |
| férfi 500 m  | Szabó Krisztián | 23. hely (44,143)   |
| férfi 1000 m | Knoch Balázs    | 20. hely (1:31,061) |
| férfi 1000 m | Szántó Kornél   | 21. hely (1:31,391) |
| férfi 1500 m | Knoch Balázs    | 24. hely (2:40,617) |
| férfi 1500 m | Szántó Kornél   | 23. hely (2:27,467) |
| női 500 m    | Lajtos Szandra  | 28. hely (48,488)   |
| női 500 m    | Nagy Marianna   | 26. hely (46,980)   |
| női 1000 m   | Lajtos Szandra  | 19. hely (1:40,688) |
| női 1000 m   | Nagy Marianna   | 25. hely (1:39,648) |
| női 1500 m   | Farkas Éva      | 25. hely (2:42,172) |
| női 1500 m   | Nagy Marianna   | 23. hely (2:39,615) |

## Sífutás
| férfi 10 + 10 km-es üldözőverseny | Holló Mátyás      | 75. hely (33:15,1)   |
| férfi 10 + 10 km-es üldözőverseny | Tagscherer Imre   | 74. hely (33:10,6)   |
| férfi 30 km                       | Tagscherer Zoltán | 66. hely (1:30:50,1) |
| férfi sprint                      | Holló Mátyás      | 59. hely (3:15,11)   |
| férfi sprint                      | Tagscherer Imre   | 48. hely (3:05,98)   |
| férfi sprint                      | Tagscherer Zoltán | 39. hely (3:01,90)   |
| női 5 + 5 km-es üldözőverseny     | Gottschall Zsófia | 70. hely (17:36,6)   |
| női sprint                        | Gottschall Zsófia | 54. hely (3:42,98)   |